# いしかり (フェリー・初代)
いしかりは、太平洋沿海フェリーが運航していたフェリー。太平洋フェリーの同名の船としては1代目。1974年に就航し、1991年に引退した。

## 概要
1974年内海造船瀬戸田工場で建造され、1974年9月に進水の後、1974年12月に就航した。船名は親しみやすい名前とすべく従来の星座に関する命名から変更して北海道の地名から取る形とした。
1982年の航路譲渡により太平洋フェリー継承された。
1991年いしかり（2代）の就航により引退した。
1990年にギリシャのen:Strintzis Linesに売却され、IONIAN SEAとなった。
1991年、en:Minoan Linesに売却され、EROTOKRITOSとなり、改装工事を受けた。
1992年、パトラ - アンコーナ航路に就航した。
1997年、パトラ - イグメニツァ - コルフ - ヴェネツィア航路に転配された。
1999年、Minoan Flying Dolphinsに売却された。
2002年、Maritime Wayに傭船され、モンファルコネ - バーリ - イグメニツァ - パトラ航路で運航された。
2003年、パトラ - イグメニッツァ - ブリンデジ航路に転配された。
2004年、Maritime Wayに売却された。
2006年、Endeavor Linesに売却されEROTOKRITOS Tに改名した。
2007年、パトラ - イグメニツァ - ブリンデジ航路で運航された。
2010年10月、KRITOSと改名してスクラップとして売却され、インドのアランに回航の後、解体された。

## 設計
ランプウェイは船首（バウバイザー付）、右舷後部、船尾中央の3箇所に設けられていた。
1980年1月7日から2月7日にかけて内海造船瀬戸田工場にて船体延長工事を行い、船体を12.5メートル延長して車両搭載能力を強化や客室の増設を実施した。この改造により車両搭載面積は約6パーセント増加、8トントラック14台が新たに搭載可能となったがこの船体延長工事には無理があり、定検時に溶接箇所にクラックが見つかることあった。
1987年きそ（初代）の就航後はロビースペースの拡充が行われた。

## 船内
船室
- 特別室（2名×1室）
- 特等洋室（4名×18室）
- 特等和室（4名×2室）
- 一等洋室（149名,25室）
- 特二等室（132名）
- 二等和室「エコノミー」（498名）
- ドライバー室（44名）

施設
- シーロンジ上部階
  - スカイロンジ
  - スナックバー
  - サニーガーデン
  - 遊歩甲板「太陽の広場」
- Aデッキ
  - ロビー
  - シーロンジ（2層吹き抜け）
- Bデッキ
  - 特等室
  - 1等室
  - メインロビー
  - 売店
  - 1等浴室
  - レストラン
  - 遊歩甲板「星の広場」
  - パットパットゴルフ
- Cデッキ
  - 特2等室（和室8室）
  - エコノミー室（14室）
  - インフォメーションロビー
  - 展望大浴場・サウナ
- Dデッキ
  - エコノミー室（4室）
  - ドライバー室
  - エントランスホール